# Spate
Spate är en sjö i Antarktis. Den ligger i Östantarktis. Australien gör anspråk på området. Spate ligger 68 meter över havet. Den ligger vid sjöarna  Bing Hu Chang'e Hu Frozen Lake och Jingbo Hu. Den sträcker sig 0,7 kilometer i nord-sydlig riktning, och 0,5 kilometer i öst-västlig riktning.
I övrigt finns följande kring Spate:
- Insjöar:
  - Bing Hu (en sjö)
  - Blundell (en sjö)
  - Chang'e Hu (en sjö)
  - Frozen Lake (en sjö)
  - Jack (en sjö)
  - Jingbo Hu (en sjö)
  - Xing Hu (en sjö)
- Kullar:
  - Jinggang Shan (en kulle)
  - Liupan Shandi (en kulle)
  - White Hill (en kulle)
  - Yuelang Shan (en kulle)
- Halvöar:
  - Stornes Peninsula (en udde)
- Berg:
  - Blundell Peak (en bergstopp)
  - Rulai Feng (en bergstopp)